# Willy van Hemert
Willem Catharinus (Willy) van Hemert (Utrecht, 29 maart 1912 – Hechtel, 26 juni 1993) was een Nederlandse toneel-, film- en televisieregisseur, tekstschrijver, acteur en cabaretier.

## Biografie
Van Hemert ging naar het Bonifacius Lyceum te Utrecht. Hij was geïnteresseerd in cabaret en toneel. In zijn middelbareschooltijd speelde hij de rol van luchtvaartpionier Charles Lindbergh. Na die school studeerde hij kort rechten en economie. Hij werd voorzanger bij de Fritz Hirsch Operette en sloot zich later aan bij de Bouwmeester Revue en het Leidsepleintheater. In 1942 startte hij een eigen cabaretgroep.

## Series
Van Hemert is in Nederland vooral bekend als 'de man van de series'. De glazen stad (naar een boek van P.J. Risseeuw), Bartje (naar het boek van Anne de Vries), De kleine waarheid (naar een trilogie van Jan Mens) en Dagboek van een herdershond (gebaseerd op een trilogie van de priester Jacques Schreurs). Zijn laatste twee series waren De Weg en De Appelgaard.

## Persoonlijk leven
Van Hemert kreeg samen met zijn eerste echtgenote Miep Kronenburg (zangeres en danseres o.a. bij de Fritz Hirsch Operette) vier kinderen: Ellen van Hemert (kunstschilderes en actrice), Ruud van Hemert (regisseur), Hans van Hemert (producer en componist) en Eric van Hemert (kunstschilder, musicus en componist). Van Hemert was de schoonvader van acteur Coen Flink. Van 1969 tot 1977 was hij getrouwd met zangeres en presentatrice Caroline Kaart.
Van Hemert woonde de laatste jaren van zijn leven in het Belgische dorp Hechtel met zijn laatste echtgenote, Cootje Ruijters (1924-2018). Hij werd begraven op de Algemene Begraafplaats aan de Woensbergweg in zijn vroegere woonplaats Blaricum. Op zijn graf staat zijn gebeeldhouwde portret.

## Werk

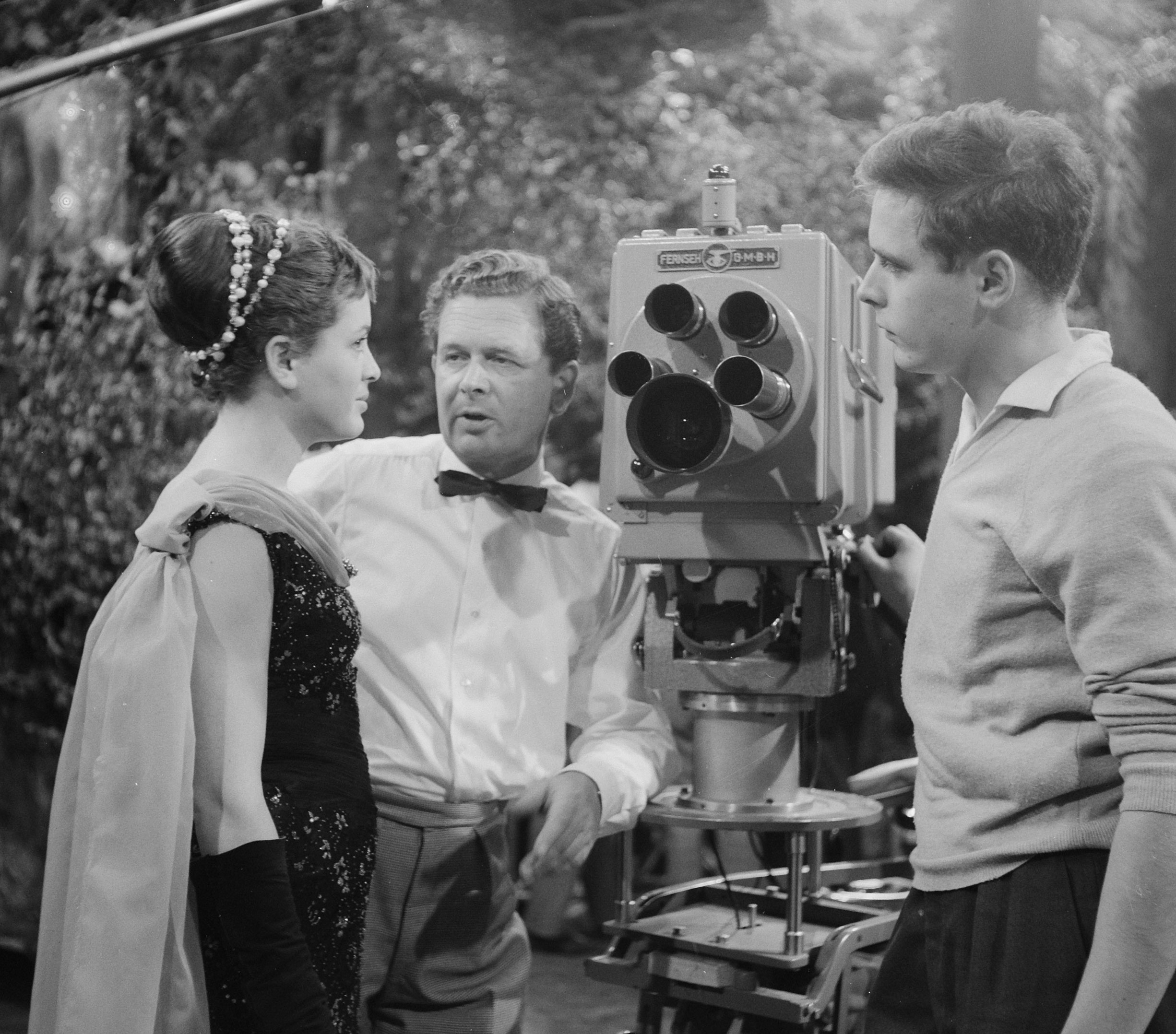
Ellen, Willy en Ruud van Hemert in 1960 in televisiespel Leocadia

### Cabaret
- 1947 - Cabaret Willy van Hemert met onder anderen Fien de la Mar

### Liedteksten
- 1957 - Net als toen - Corry Brokken, muziek van Guus Jansen
- 1959 - De Zuiderzeeballade - Sylvain Poons en Oetze Verschoor, muziek van Joop de Leur
- 1959 - 'n Beetje - Teddy Scholten, muziek van Dick Schallies
- 1959 - Zon in Scheveningen - Rita Reys, muziek van Harry de Groot
- 1960 - Wat een geluk - Rudi Carrell, muziek van Dick Schallies
- 1962 - Ben je in Rotterdam geboren, De Straatzangers, muziek van Joop de Leur
- 1968 - Glazen Stad - Westlands Mannenkoor, muziek van Piet Struijk
- 1969 - Heartbeat - Anneke Grönloh, muziek van Hans van Hemert

### Toneel
- 1942 - Paarlen voor de zwijnen met onder anderen Ko van Dijk jr.

### Revue
- 1942 - De kortste dag (muziek: Jan Vogel), met onder anderen Cora May
- 1943 - Première met onder anderen Toon Hermans
- 1943 - Wintermaand (muziek: Tom Erich), met onder anderen Hetty Blok

### Televisie
- 1951 - De toverspiegel
- 1955 - Het paard van Troje (VARA)
- 1955 - Come back, little Sheba (VARA), naar een toneelstuk van William Inge
- 1958 - Cesare (VARA)
- 1958 - De sleutel (VARA)
- 1958 - Terugkeer (VARA)
- 1959 - Het huis van mijn ouders (VARA)
- 1961 - Biedermann en de brandstichters
- 1963 - Er valt een ster, musical met onder anderen Rita Corita
- 1964 - Vadertje Langbeen, met onder anderen Jenny Arean en Caroline Kaart
- 1968 - De glazen stad
- 1970 - De kleine waarheid, met onder anderen Willeke Alberti
- 1972 - Bartje, met onder anderen Jan Krol en Jaap Schadenberg
- 1974 - Dynastie der kleine luyden, met onder anderen Bob Bouber, Lennaert Nijgh en Theo Pont
- 1977 - Standrecht (NCRV, naar het verhaal 'Marion' uit Bloemen voor Nippon van Augusta Lampe), met onder anderen Ko van Dijk jr., Anne Wil Blankers en Hetty Verhoogt
- 1977 - Dagboek van een herdershond, met onder anderen Jo De Meyere en Ko van Dijk
- 1982 - De Weg, met onder anderen Sjoerd Pleijsier en Anne Wil Blankers
- 1985 - De Appelgaard

### Film
- 1958 - Jenny, de eerste Nederlandse speelfilm in kleur, met muziek van Jos Cleber, waarin onder anderen Van Hemerts dochter Ellen een rol had
- 1979 - De wonderbaarlijke genezing van Ebenezer Scrooge, musical met onder anderen Henk van Ulsen en Bram van der Vlugt

## Onderscheidingen
- In 1972 won Van Hemert een Gouden Harp.
- In 1983 ontving hij met Warry van Kampen De Gouden Televizier-Ring voor De Weg (KRO).

- Digitale Bibliotheek voor de Nederlandse Letteren: heme041
- Gemeinsame Normdatei: 173674275
- International Standard Name Identifier: 0000 0003 5869 3420
- Library of Congress Control Number: n2013037941
- MusicBrainz: 282a610c-6ba0-44b9-ae19-134c8a6d071b
- Nederlandse Thesaurus van Auteursnamen: 069097801
- Virtual International Authority File: 6149294306180521759